# Міцо Асен
Міцо Асен — болгарський цар у 1256–1257 роках. Зять Івана Асеня II. Зійшов на престол як чоловік Марії, дочки Івана Асеня II.
Не зумів утримати владу й невдовзі, через те що бояри проголосили царем Костянтина Тиха, був змушений утекти в Месембрію, де якийсь час намагався утримати владу, а звідти — до Візантії.
Міцо мав від Марії двох дітей (ті, про яких відомо історикам):
1. син Іван Асен III, цар Болгарії
2. дочка Марія (Кіра Марія), друга дружина царя Георгія I Тертера